# パンプキン・シザーズの登場人物一覧
パンプキン・シザーズの登場人物一覧では、漫画・テレビアニメ『パンプキン・シザーズ』に登場した人物の説明をまとめる。

## 陸軍情報部第3課（パンプキン・シザーズ）
アリス・L (レイ) ・マルヴィン
声 - 伊藤静
本作の主人公。帝国陸軍情報部第3課所属。少尉。女性。実働小隊「パンプキン・シザーズ」隊長。また、拝命十三貴族の1つ「マルヴィン家」の第三公女で次期当主。
武家貴族らしい凛とした性格。たとえ3課が馬鹿にされようとも、戦災復興という使命に誇りを持って行動しているが、生真面目な性格の上に手順を踏むということを知らないため、意気込みが空回りすることも少なくない。特に自身の一切を犠牲にしてまで正しくあろうと固執することを、しばしば周囲から危惧されている。ただ、その熱意に部下が引っ張られている面もあり、何かと昼行灯なハンクスに代わり実質的に3課を引っ張っている。
武家の名門、マルヴィン家の次期当主であるため、幼い頃から武術の訓練を受けており、外見によらず武術の腕前は随一。格闘術から短剣、長剣、更にメーネと呼ばれる本来騎兵戦用の特殊な大型双剣までを使いこなすが、未だ発展途上である。
「貴族は何事にも公平な孤高の正義であるべし」など、その価値観の基盤は幼い頃に英雄視された大祖父の影響を受けており、亡くなった大祖父を今でも敬慕している。母は故人で、姉2人は他家に嫁いでいる。父は新しい妻を迎えており、年の離れた異母弟がいる。マルヴィン家の次期当主は現在のところアリスだが、この異母弟が生まれたことにより、アリスは数年後に次期当主の資格を剥奪される公算が大きい。しかし、彼女自身は剥奪されるその日まで次期当主の役割を全うしようとしており、弟に対しても家族としての愛情を抱いている。
士官学校卒業式の日に停戦となったために戦争を経験しておらず、戦場の悲惨さを知らない者としての負い目を感じることがある。一瞬垣間見たランデルの戦闘から、彼が自分など及ばぬ厳しい戦場を潜り抜けたツワモノだと考えていたが、水道局の事件で決してそうではないと気付き、彼を一線から下がらせようと言うオレルドの提案にも同意している。
また、幼い頃から次期当主として教育されたために、庶民的な常識全般や一般の人が持つような感情、特に女の子が抱くような感情に対して欠如した部分が見られ、それを姉達や周囲の人間から心配されている。良し悪しを問わず、何か起きる予兆として首の後ろがムズムズすることがある。
エイス
アリスの乗馬。馬でありながら角と牙、オッドアイを備えており、馬の常識を打ち破る様な豪脚をもつ。17巻カバー折り返しの独白によれば、その外見に反して中身はツンデレ気味の乙女。
白薔薇（しろばら）
合同会議編にて、抗・帝国軍に対しての出陣を決めたアリスが纏った騎士装飾鎧。親子二代でマルヴィン家に仕えた鎧鍛冶の作品だが、銃器を始めとした戦場の近代化に対する皮肉を込めた作品。銃弾が当たると表面に処理された素材がはじけて文字通り「白いバラが散る」ような様をみせる。一種のリアクティヴ・アーマー。

ランデル・オーランド
声 - 三宅健太
本作のもう1人の主人公。帝国陸軍情報部第3課所属。階級は伍長。元901ATT隊員。901ATTが非公式部隊であったため、停戦後、軍に戻れず各地を放浪しており、旅の途中で立ち寄ったある村でアリスたちの作戦に協力したことから、軍に復帰し陸情3課の一員となった。
人間離れした大柄な体格（アニメ版の設定では身長230cm）の男性で、顔面をはじめ全身に無数の傷痕が残っている。そのような威圧的な外見とは裏腹に性格は極めて温厚で、争い事に関しては非常に臆病であるが、腰に提げたランタンを点灯すると完全に別人となり、単身で敵を殲滅する殺戮兵器と化す（詳しくは901ATTを参照）。
武器は、901ATT時代の主兵装である対戦車拳銃「ドア・ノッカー」と三式装甲剥離鋏。生身で戦車や装甲車に肉薄した後、パイロットをドア・ノッカーで装甲越しに射殺、あるいはコックピット内に侵入して鋏で両断する。
かつての戦争と陸情3課の任務で殺人を犯し続けていることに対して非常に強い罪悪感を抱いており、眠ると殺してきた人間の手が無数に現れ、それを殺す夢にうなされる。ランタンを点灯すると人間性が変化するのは901ATT部隊員に施された脳改造によるもので、改造された頭部とスイッチであるランタンを提げる腰部に存在する冬虫夏草様の物が、ランタンを使用する度にランデルの精神を蝕むイメージがある。それらのトラウマから肉類を食べることができず、後には眠っていない時でも「手」の幻覚が見えるようになり、血汗現象として人の手形の血糊が皮膚に浮き出るようになった。
帝都内の0番地区の出身で、売春婦の母親から父なし子として産み落とされ、売春婦達の健康管理を担当していた闇医師を養父として育てられた。実母は幼い頃に抗争に巻き込まれて亡くなり、養父も母を殺した犯人を仇討ちとして殺害した後死亡。その後はストリートチルドレン「回転草の兄弟団（タンブル・ウィード）」の一員として生活を送っていたが、義妹・ウルスラの薬代を得るため人買いに自らを売り、カウプラン機関の実験体となって901ATTに配属された。0番地区の出身であるため戸籍がなく、オーランドという苗字は、軍に入隊する時に0番地区の通称をそのまま自分の名前として用いたものである。情報部入りした後もアパート等を借りずにホームレス生活を続けており、給料の大半を0番地区の弟妹に送金している。
任務でランタンを灯して戦闘する度に重傷を負うため、任務後は一定期間入院することが常態化しており、入院中はロゼッタの執拗な採尿作業に追い回されている。下半身はLLサイズの尿瓶でも入らない。
オレルド
声 - 鳥海浩輔
帝国陸軍情報部第3課所属。准尉。男性。アリス不在の場合は隊長代理を務める。
男前だが言動はノリの軽い優男。「懲罰房からの脱獄魔」のあだ名を持つ問題人物であり、時と場所を選ばず女性を口説く女好き。だが、本性は真面目であり復興という任務にも真摯に取り組み、必要とあらば上官にも憚らず意見や非難をする。マーチスとは幼馴染で、公私に拠らずよく一緒にいる。ランデルを「デカブツ」と呼びながら、身を厭わぬ戦い方を続ける彼を案じ、偶然出くわしたアベルとカウプラン機関を訪問した。
女性との広い交友関係を利用して情報を集めたり、非常時にも臆せず行動を起こすなど、情報部員としての能力は高い。また分析能力も高く、特にハンクスは（自分たちと違った）平民からの視点を持つと指摘し、自身の後釜にしたいと評価している。またケルビムも本来は2課に相応しい人材だと一目置いている。
格闘能力に関しては本人曰く「戦場格闘技（マーシャル・アーツ）の成績は中の下だったが、路地裏の卑怯喧嘩では常勝無敗」で、地の利を機敏に利用した狡猾な戦闘方法を取る。また、あだ名が表すようにピッキングや縄抜けなどが得意。その為に彼の制服には複数の「隠しポケット」が増設されている。
マーチス
声 - 鈴木千尋
帝国陸軍情報部第3課所属。准尉。男性。
童顔に眼鏡という見た目と真面目な言動で、3課の中では数少ない常識派。しかし幼馴染とはいえ素行の悪いオレルドと親しくしているなど、懐の広い性格でもあるらしい。3課の仕事以外にも整備の腕が良いため、よく情報部整備班の手伝いをしている。アリスの姉達の胸の評価や仮眠中の寝言・入院中の（ペリオやマーベルが見舞いに訪れた）ランデルへの嫉妬など、時折、普段とは異なるスケベな言動が現れる。
戦闘能力は低く率先して格闘は行わないが、チンピラ程度なら撃退できる腕前はある。また、車の運転技術に優れ、実働隊の移動時はほとんど彼が運転するなど、基本的に小隊の中ではサポート役。「不可視の9番」の不合理に気付くなど、頭の回転も速い方である。
初期は狂気的な戦闘手段を行うランデルに対して恐怖心を抱いていたこともあるが、舞踏会事件などを通して次第に仲間として信頼していくようになった。また、ウェブナーやセッティエームなど一癖ある女性に好かれる傾向がある。
2人いる兄のうち1人は時計屋を営んでおり、入隊前はマーチスも店を手伝っていた。
リリ・ステッキン
声 - 植田佳奈
帝国陸軍情報部第3課所属。曹長。女性。事務担当。
天然な性格のドジっ娘。本人はいつも一生懸命だが熱意はほとんど空回りしてしまい、かえって周りに迷惑や誤解を与える。
音楽の感性からくる「統合見解者（スクリプター）」で、普段は2桁の足し算すら間違えるにもかかわらず、多数の帳簿を一見しただけで不正経理を見抜いたり、普通の手紙に偽装した暗号を解読したりする。「統合見解者」に優劣はないらしいが、帝国軍随一の才能と評されている。なお、この才能及び評価のことはほとんど知られておらず、本人すらも知らない。
元々は軍楽隊（と言っても故郷の村が過剰な徴兵で働き手が減ることを危惧して結成したもの）に所属していた未成年。音楽が好きで、共和国の楽曲も好きだったが敵性音楽であるため学ぶことを禁じられた。そこで情報部に入れば憚ることなく調べられる、と考えた結果、王都に上ってくるが、地位も学もない未成年が入隊できるはずもなく働きながら願書を出し続け、手伝いに呼ばれた士官学校の卒業試験でオレルド（と巻き込まれたマーチス）のカンニングを見破り、人員集めのために視察に来ていたハンクスにカンニングに使った暗号（タップコード）と見破った感性を見出されて3人そろって3課に配属されている。
マーキュリー号の世話も担当しているが、軍犬というよりも飼い犬に接しているといった様子。
ハンクス
声 - チョー
帝国陸軍情報部第3課課長。大尉。男性。
見た目は冴えない中間管理職の中年男性で昼行灯のようだが、情報収集力・分析力などに秀でており、読唇術の心得もあるなど、かなりの切れ者。余り目立たないながらも、広範囲に顔が利く。組織の構造をよく理解しており、その虚を突くような遣り口で他の部署や上層部に横槍を入れ、実働小隊が最大の効率を上げられるよう画策する。また、その人脈や手腕で上層部や他部署と駆け引きを行い、情報や権利証を手に入れている。
かつては「八つ裂きハンクス」と呼ばれた憲兵隊所属の特佐で、綱紀粛正のために数多くの拷問や処刑を行い、現在も当時の怨みで官民問わず命を狙われる事がある。理由は不明だがコネリー曰く3課設立直前の頃は落ちぶれており、彼に3課設立を教えられ、3課長の任に就く。戦災復興という3課の設立目的は、本来は予算獲得と国民への弁解のためのお題目であったが、上層部の思惑に反してハンクスは本気で任務を履行している。コネリーはそれを、憲兵時代の贖罪を戦災復興に転嫁しているだけだと指摘している。
見た目、及び現在の勤務姿勢から内地勤務しか経験がないかのように見えるが、実はスコップ等を用いた白兵戦に長けており、避難民に潜伏していた抗・帝国軍と通信ポイントを単独で制圧している。先の「八つ裂き」も苛烈な粛正ではなく、塹壕での白兵で敵兵を文字通りに"八つ裂き"にしたことに由来しているとのこと。
なお、ハンクスの過去は周りにはあまり知られていない。
マーキュリー号
声 - 小川一樹
帝国陸軍情報部第3課所属の軍用犬（伝令犬）。上等伝令兵待遇。オス。
恍けた顔立ちに気の抜けた鳴き声だが、人語を解しているのではと思えるほど優秀で働き者。ただし、絶倫すぎる精力や噛み癖という欠点もある。ステッキンからは「マーくん」と呼ばれている。
オーランドが来る直前まで伍長待遇であったが、コネリーに噛みついたために降格となった。
作者によると、モデルはアルバイト仲間が飼っていた犬。

## 帝国陸軍
陸軍情報部第3課（パンプキン・シザーズ）については#陸軍情報部第3課（パンプキン・シザーズ）を参照のこと。

### 情報部
ケルビム中佐
帝国陸軍情報部部長。中佐。男性。
体毛のないケロイド状の皮膚の人物で、そのような外見に反して物腰は柔らかいのが特徴。ひょうきんな言動が目立ち、方や強行策を進言するコネリーを諌めるなど慎重な人物にも見えるが、その実は非情な命令を平然と下したり、軍（情報部）の権限を合同会議にねじ込むなど、かなりのやり手。帝国の現状に深い考察を示し、その上で最善手を模索している。
コネリーが「『ケルビム』の名を持つ者」と述べていることから、ケルビムは世襲名のようなもので本名ではない可能性がある。また、階級は関係ないとも言われており、中佐でいるのは、他局を刺激しないためだとしている。
シューリット補佐官
情報部長副官。男性。
統合見解者でステッキンと同じくまだ未成年。ステッキンには劣るもののケルビムが傍らに置く位に優秀な統合見解者であり、見た目・性格は不釣合いながらも副官としてケルビムを補佐する。
役職名がそのまま独自の階級という試験的、特殊な階級である。

#### 陸軍情報部第1課
コネリー少佐
声 - 志村知幸
帝国陸軍情報部第1課課長。少佐。男性。
国家公安を担う1課の課長ゆえに高い権限を有す。有能ではあるが目的のためならば人の死など何ら気にせず、しばしば冷徹な命令を下す。あくまで国益を第一とし、部下の死に人情をのぞかせることもあるが、軍の利益のために麻薬市場を経営しようとしたりと確実に悪人に分類されるようなこともしており、その人物評は難しい。抗・帝国軍との戦いでは「（たとえ「帝国そのものが消滅したとしても」）これから先も生きていく世代」のために泥をかぶる決心をしており、私益に走らないという点で、よくも悪くも実直な軍人である。
ハンクスとは旧来から縁があり、コネリーの方が階級が上であるが、互いにぞんざいな口調で会話をし、個人的な情報交換などを行っている。しかし親しい間柄というよりもむしろ悪縁の相手であり、軽んじた発言をしたり逆に煮え湯を飲まされたりと、微妙な関係となっている。
マルコー中尉
帝国陸軍情報部第1課課長副官。中尉。男性。
コネリーを補佐する実務的な青年。普段は淡々と業務をこなしているが、「銀の車輪」結社の仮称「組織X」の名付け親であり、コネリーにバレて恥じ入っている。コネリーやケルビムに自分命名のコードネームを口にされる度に悶絶しているが、それは「もっといい名前を考えていたのに」という少々ずれた羞恥心。
スナブノーズ大尉
帝国陸軍情報部第1課実働第1小隊隊長。大尉。男性。
拳闘を武器にする剛毅な男。隊長としてカーキ色の鎧を身に付け、小隊の中で唯一顔を出し、身分を明かしている。突入作戦では陣頭に立ち、指揮官であること、拳闘を武器にすること（手ぶらであること）から、物陰に隠れている敵を誘き出す囮の役目も担う。ただし、その一撃は砲弾のような威力で、人をたやすく殺すことができ、単なる囮には留まらない。
クレイモア・ワン設立以前から対テロ・犯罪に対応する任務に就いていたが、自身の身元が知られた結果、家族が報復によって殺されている。
副長
帝国陸軍情報部第1課実働第1小隊副隊長。男性。本名不明。
手練れのナイフ使い。精悍な男で、フランシスカから「その本質は狂犬」と評される。「根っからの肉食系」だが、喰った相手の顔を覚えていないなどハッキリ言って女の敵。
水道局事件で、アリスの妨害に対応するが顔面を斬られ倒される。このことで一時期隊を離れていたが、銀行の占拠事件に出くわし、その人質に一夜を共にした女性がいたことで1課の行動とは別に独自に突入、復帰する。対抗・帝国軍戦では隊を率いて地下水道内に潜伏していた蠍の毒部隊を急襲。奪われていた電信回線を奪い返したが、シャウラの満足げな死に顔には不満げな様子だった。
フランシスカ
帝国陸軍情報部第1課実働第1小隊所属。女性。入隊前はナイフを使うケンカ（一対一）では無敵のストリートチルドレンだった。外伝『パワースニップス』によると、その時に副長と出会い、危地を救われた後「食われた」らしく、彼との再会を目的に「第一の大剣」に入隊している（が、念願かなって再会した副長にはすっかり忘れられていた）。
第1小隊唯一の女性隊員で左目の下に傷がある（この傷は初対面の際に副長に付けられた）。小柄だが男に負けない剽悍さを放つ強襲要員。副長を好いており、仲間が彼の悪口を言うのを許さない。

ラインベルカ大尉
帝国陸軍情報部第1課実働第2小隊隊長。大尉。女性。
情報部第2課課長ラインベルカ少佐の実妹。実務的な人物で、正反対の性格の姉を嫌っている。姉が自分より上の地位やラインベルカ家の跡取りであることに不満がある。
マーウィン少尉
帝国陸軍情報部第1課実働第2小隊分隊長。少尉。男性。
事務的で感情を全く顔に出さない眼鏡の男。1課のために3課の弱みを握るとして、ランデルの出自などを探る。出自はマルヴィン家の分家で、アリス個人に対して偏執的に思慕しており、コネリーを無視して3課に執拗な調査を行う傍ら、ランデルをアリスから引き離そうと画策する。しかし、致命傷を負ったハーケンマイヤーに自身の「劣等感と崇拝のすり替え」を指摘され、そうして誤魔化していた感情から精神が破綻し始めている。
表面的には礼儀正しいが、貴族としての思考に凝り固まっており、直属の部下ですら道具としか認識していない。
ラーン准尉
帝国陸軍情報部第1課実働第2小隊の所属でマーウィンの部下。准尉。男性。
オレルドの士官学校同期のヤサ男でその品性には多分に問題を抱えている。「第二の曲剣」に入れたのが自慢だが、過去に何かあったのかオレルドにやたらと突っ掛かってくる。マーウィンの命令もあって3課の弱みを握るべく、オレルドやマーチスに張りついている。
「抗・帝国軍」の破壊活動の際には、命令書の責任者にオレルドの名が入っていた事、襲撃を受けた避難所に一度オレルドが赴いている事からマーウィンの指示を無視して突っ込んでしまう。

#### 陸軍情報部第2課
ラインベルカ少佐
帝国陸軍情報部第2課課長。少佐。女性。
女性だが眉を剃っている。通称「眉毛無し」。職務や任務に対して冷徹に徹する反面、ピンチや逆境を非常に好む厄介な性格で、ヴィッターに「冷淡なヴィッター（コールド・ヴィッター）」として任務に就くよう命令した張本人。奔放な快楽主義者でもあり、副官である女性士官を心身共に弄って楽しんでいる他、同僚とは言え立場的には格上のコネリーもおちょくって楽しんでいる。
優秀であればたとえ自分に敵意があっても構わず部下にし、むしろそれらの攻撃をのらりくらり交わして統括することを楽しんでいる。一方でフランシアの死に関しては自分の非を率直に認める高潔な部分も覗かせている。
護拳付きの長剣を獲物とし、ほぼ常時佩用している。合同会議編では言語の塔への移動中に鉢合わせたレサトと交戦、互角に渡り合っていたことから相当な腕前であることがうかがえる。
陸情1課実動第2小隊のラインベルカ大尉は妹。
2課副官
本名不明。ラインペルカ少佐に心身ともに振り回される苦労人で度々襲われている。BL趣味がある。
ヴィッター少尉
帝国陸軍情報部第2課所属。少尉。男性。
「冷淡なヴィッター（コールド・ヴィッター）」の異名を持ち、数々の任務をこなしてきたエリートだが、女性問題で他部署に名を知られるという諜報員として致命的な問題を起こしたとされる。その名の通り、常に冷静で規律を厳守する射撃の名手でもある。自身の任務のためには3課を囮にも使った。
「冷淡なヴィッター」は典型的な帝国諜報員を知らしめる宣伝工作のための偽装であり、演じられたものだった。彼の本来の性格はそれほど冷徹な物ではなく、それゆえに押し殺していた感情が時に露出する。カルッセル編のきっかけとなる暗号文を送ったフランシア伍長がかつての部下であり、そして女性問題の原因だったため、カルッセルに派遣されることとなる。
カルッセルでの事件の報告書をまとめた後、ラインベルカ少佐にカルッセルの人身売買に関わっていた人身売買組織「嘴（クリウーフ）」の実態調査のため、共和国への潜入を命じられる。潜入に際して、一個小隊（30 - 40人）が連日演習を行うのに匹敵する弾薬を消費した射撃訓練と各種薬物に対する訓練を兼ねた精神鍛錬を行った。
その後の彼の活躍は度々本編中にカットインされており、フランシア伍長の飼っていた犬（名前はティラミス）や彼のことを「ヴィタ（共和国の訛り）」と呼ぶ共和国人の少女「スヌーク（共和国語で『雪』）」と行動を共にしているほか、異名に違わぬ冷静さで、共和国情報部協力者のハートも射貫いている。

### 兵器局
マルケイユ伯爵
兵器局第1開発室副室長。特等文官。貴族
極端な貴族主義者で、戦死者も貴族士官以外の兵や平民は勘定に入れないというレベル。故に人間とは認識していない（精々「口を利く家畜」扱いの）平民の台頭を非常に嫌う。故にカウプランを毛嫌いしており、彼が「不可視の9番」の計画を自身の目的のために利用していたと知ると、率先して糾弾に回る（特にカウプランの高弟達が師の下を離れたのはマルケイユの手引きがあった可能性をミュゼが指摘している）。カウプランが失踪した今も尚、彼の名が出ることをよく思っていない。
合同会議では技術交換会ではコルトゥ博士の講演に水を差そうとして失敗。直後に起きた抗・帝国軍の要求「旧ペリオン国の放棄」から同地の軍事工場で停戦条約の配備数を上回る数の戦車を（補修部品の名目で組み立てれば数10輌作れるだけ）密造していたことが発覚した。情報部からは質疑応答のみで捨て置かれたが、この件は重要な取引材料とされる可能性が高い。しかし、全ての責任を抱えて自決する度胸もない有様でいる。
ウェブナー
声 - 平松晶子
情報部技術班主任。技術中尉。女性。
長身で巨乳、赤毛の短髪で姉御肌の女性。作業着であるツナギにタンクトップ姿と咥え煙草がトレードマーク。整備士、技術者として優秀であり、また喧嘩も強い。厳密には兵器局から情報部技術班に出向しているという立場であり、情報部内では比較的自由が確保されている。3課に肩入れしている数少ない人物でもあり、マーチスを好いている。
技術者として、帝国の技術的優位は、資源や生産力の高い国によって簡単に覆されることを危惧している。特にカウプランの技術について、特許が技術進化を阻害することで帝国を守っているとしつつ、カウプランの残した技術の足跡を追うのはかえって帝国を追い込むのではないかと考察している。
良家の出身だが、かつてはバイクを走らせていた不良娘で「門限7時の紅夜叉」と不良から恐れられていた。この頃は良家の子女らしく長い髪だったが、整備士になる上でばっさり切っている。父親は兵器局に入る前に他界しており、マルケイユの側近でもあるオーベルトが後見人を務めている。

### その他の部署
ペリオ
主計課特務係所属。一等兵。女性。
外伝「パワースニップス」に登場。2mは無いが190cmは越える（少なくとも周囲の同僚より20cmは高い）長身で自身が奇異の目で見られる事を気にして縮こまっている。背が高いだけでゴツイ訳ではないが、その体格故同僚たちからは頼られている。本人のささやかな夢は「結婚式で自分を抱き抱えられる様な男性と出会うこと」で、階段で転んだ自分を抱きとめたランデルに一目ぼれする。
その後、たび重なる負傷で制服をダメにするランデルに主計課員の立場から、旧型の物を除いてランデルのサイズの既製品はないので制服の仕立て直しも予算圧迫になるからと言う建前で「身を労わってほしい」と懇願するが謝罪混じりの拒絶を受ける。だがトールに励まされ、地道にではあるがランデルへのアプローチを続けている。
トール
主計課特務係長。特務曹長。女性。
外伝「パワースニップス」に登場。情報部内での出費を引き締める「経済対策活動」を推進している。部下であるペリオに比して非常に小柄な女性。レストランでオムライスを頼むと子供向けの旗を立てられてしまうほどだが、実は既婚で二児の母（しかも上の子はすでに結婚している）。
マーベル
集配課所属。曹長。女性。
郵便物の盗難が多発した事件（実態は手紙に入れられた現金を狙った配達員の仕業）でランデルから自身の仕送りの配送状況を訊かれていた。その後入院中のランデルに見舞いがてら、「抗争が起りかけている」と言う聞きかじった0番地区の現状を伝える。ロンダリオの事件後、病院を抜け出して0番地区に赴いたランデルに（そんな真似をして欲しくて伝えた訳ではないと言う感じで）お説教しており、なんとなくではあるが、「放っておけない」と考えている模様。

## カウプラン機関
ミュゼ・カウプラン
声 - 湯屋敦子
カウプラン機関医療開発部の女性主任。公式には軍在籍記録の無いオーランド伍長を陸情3課に推薦した人物。
およそ情というものなどなく、平然と非人道的なことが行える酷薄な性格。カウプランの高弟・医術のカウプランとして「908HTT」の「保護液」を開発するなど「不可視の9番」に関与し、戦後は「不可視の9番」の生き残りであるランデルを「被験者（マルタ）」と呼んで定期的にその生体データを集めている。ランデルが負傷・入院した際には治療・手術も担当していた。
かつては現在のような酷薄な性格ではなく、温厚な性格の持ち主であったが、敬愛するカウプランの頼みを受けて彼の脳組織を自身の脳へ移植し、現在に至る。自分がカウプランその物であることに固執している面が見られる（実際に、カウプランの人格が宿っているかは不明）。ただ、カウプランのことを「些末な人間」であるとも評しており、それ故に涙を流しているのを指摘された際には狂ったように笑い出すなど、カウプランや彼に振り回された自分自身を見下している面もある。
カウプラン教授
帝国の伝説的な発明家。物語開始時点で既に故人だが、本作の世界観を生み出した重要人物であり、コルトゥ博士は自嘲を込め、現在の帝国を支える文明を「カウプラン文明」と呼ぶべきと評している。
幼い頃からありとあらゆる学問に精通し、医学から兵器まで数々の革新的な発明を行う。平民出ではあるが、彼の考えを実現するために帝国は帝立科学研究所を設立し、全面的なバックアップを行った。帝国陸軍とも深い関わりあいを持ち、「不可視の9番」とも関わる。
その神懸り的な着想や発明は、彼が表舞台から去った今でも世界中の研究者・科学者達から恐れられている。特に彼が残した研究の断片は「宿題」と呼ばれ、また発表当時には意味不明だった技術特許の数々が、研究が進むにつれ、次々とサブマリン特許となる事態を引き起こしている。これが現在の技術としての帝国を築いている反面、科学技術発展の妨げにもなっており、合同会議の主要な議題に挙がることとなる。
彼にとって「世界」とは「解き明かす対象」であり、自身が世界の全てを解き明かせる特別な人間であると考えていたが、「世界の全てを解き終え天寿を全うしつつあるところ、周りを取り囲む助手の話した言葉が聞こえず、新たな謎が生まれていくところを見ながら死んでいく」という奇妙な夢を見たことで、世界にとってみれば自身は別段特別でもない「ただの人間」であるということを思い知らされる。自分が取り組む問題を解決できないまま、そして自分が思考することさえをもできなくしてしまう、「死」への恐怖から「カウプラン」という存在の永続化を望み、後に「不可視の9番」の基盤となる技術の開発へと突き進んでいく。しかし、目論見が明らかになり、軍との関係が破綻して望みがかなわないと知ると、高弟達に脳移植を施して表舞台より姿を消した。
なお、単純に「カウプラン」と言った場合は、彼本人を指す以外にも「帝立科学研究所」やそれに所属している（した）彼の助手、あるいはミュゼのようにその名を継いだ者達を指すことがある。
ミュゼの助手
ミュゼ・カウプランの助手をしている糸目の女性。名前は不明。ミュゼに心酔しており、彼女の技術や過去の実績を見ると嬉しそうに見解を述べるが、大抵ぞんざいに扱われている。
ランデルをサンプル名「E号」と呼ぶ。血液を対象とする統合見解者であるようで、ランデルの血液を調べるうちに彼と直接会っていない状態で体格や性格を見定め、さらに冬虫夏草のイメージが存在することをも認識している。

## 貴族・為政者
皇帝
「帝国」の今上帝。おそらくは3年前の停戦を独断で行う。現在は麻薬に溺れ「まともな政務」など到底不可能な状況にある。
ギルマン
儀典局局長。
内政を純粋な貴族のものにしたいと考えている貴族主義者で、内政に干渉したい軍部とは対立関係にある。合同会議においては軍部の影響を極力排し、会議期間中の警備などは儀典局が一切を取り仕切ることを軍部（情報部）に認めさせる。
「抗・帝国軍」のテロを防げなかった事で失脚は免れない状況だが、「逆の立場なら自分たち（軍部）が憎まれ役になっただけ」と言うケルビムの言を聞き、責任は取る代わりに戦っている部下たちの救助を嘆願した。
ハーケンマイヤー
儀典局「蒼華聖剣隊」所属の三等武官。女性。
好きな言葉は「正義（ジャスティス）」で、直情的で物事を深く考えず、アリスに輪をかけて突貫的な性格。剣の名門ハーケンマイヤー家の出身で、それに相応しく剣術の腕は高い。長剣とソードブレイカーを武器とする。幼い頃より、マルヴィン家の人間を打ち倒して「斬り裂きし者」の字を奪うよう言い聞かされてきたが、逆にアリスが戦う姿を見て惚れ込んでしまう。
アリスを英雄視し、正義を体言する者として強く敬愛していたが、そのためにアリス本人から正義を否定され、強いショックを受ける。マーウィンに唆されてランデルを殺そうとするが、立ち聞きした「不可視の9番」の真実、そして自身の思い描く「英雄」に値するかもしれないと思いなおしたランデルが「タダの実験動物扱い」である事実に衝撃を受ける。
合同会議中に起きた「抗・帝国軍」の破壊活動に際しては、救いを求める市民に「他者に英雄を求める理不尽」を痛感し、打ちひしがれるが「抗・帝国軍」の銃撃を受けたロゼッタの言葉を聞いて剣を取って圧倒的不利の中孤軍奮闘する。敵を引きつけるアリスを狙う銃撃を身を呈して防ぎ、やれるだけの事は成し遂げ殉職した。

## マルヴィン家関係
ソリス・ブランバルド
声 - 幸田夏穂
マルヴィン家第一公女で、アリスの長姉。ブランバルド家に嫁いでいる。
三姉妹の中で一番落ち着いた性格をしており、おっとりとしていながらも時折長女らしい芯の強さを覗かせる。
以前はいつ戦死するかわからない軍人の夫と命運を共にすることを決意しており、子供を作ることを望まず喪服になぞらえた黒い服を普段から着ていた。しかし舞踏会の事件でアリスら3課の戦いぶりを見たことをきっかけに子を望むようになり、服装も明るいものに変えた。夜に関してはかなり奔放なようで、新米のメイドが部屋から漏れ出た声を聴いて錯乱している。
妹エリスと同じく、末妹アリスの幸せを願っている。
ミハエル・ブランバルド
第8戦車連隊長。大佐。顔に火傷の痕がある、隻眼の頑健な武人。ブランバルド家当主でソリスの夫。機甲戦に対しては良くも悪くも「平等で公平である」という持論を持ち、アリス同様に「勘働き」を軽視しない一面がある。
周囲は妻・ソリスの出自であるマルヴィン家にこだわっているが、彼自身はソリスを自分の妻、ブランバルドの人間として受け入れている。豪快で男性的な人柄だが、妻ソリスには勝てない。
エリス・ラーヴィンス
声 - 渡辺明乃
マルヴィン家第二公女で、アリスの次姉。ラーヴィンスのもとに嫁いでいる。
普段は勝気な性格だが、アリスと一緒にドレスを纏って舞踏会に参加することを楽しみにするなど、内に相反する一面を秘めている。
夫・ロジャーとの関係は相思相愛だが、互いが非常に奥手のため、結婚・同棲から数年経つのにキスもまだしていない。それ故に唯一の使用人であるメイドのロザリィからは呆れられたり、色々と強引な後押しを受けたりしている。
姉ソリスと同じく、妹アリスの幸せを願っている。
ロジャー・ラーヴィンス
経済管理庁五等文官。ラーヴィンス家当主でエリスの夫。経済管理庁で窓口業務を担当しているがお人好しでクレーム対応が下手。
政府の末端で官吏として働いており、外見・性格ともに事務方らしいメガネの男性。曰くマルヴィン家の分家の傍流の末席という没落貴族で、安アパートで妻エリス、メイドのロザリィと暮らしている。
エリスを深く愛しているが故に自身の家柄や収入が少ないことを気にして、彼女にはもっと相応しい者がいるのではないかと苦悩することもある。
ロザリィ
ロジャー、エリス夫妻に仕えるメイド。元々ラーヴィンス家に仕えていた無表情な女性。採寸する際に身体を弄って確認する特技がある。
本家より、家の立場の引き上げを確固たる物にするための密命を受けて、2人に子供を作らせようと「マムシの生き血を飲ませる」「不倫をほのめかす引っかけ」などの様々な手を打つが、それ以上に2人が奥手過ぎるためになかなか首尾が運ばない（ただし劇中では逆に、彼女が邪魔をする場面もある）。

## 0番地区
特に断りが無い限り帝都の0番地区である。

### 回転草の兄弟団（タンブル・ウィード）
ウルスラ
「回転草の兄弟団」の現リーダー。ランデルの義妹。グランマ配下の売春宿で働く（ただし身体は売っていない）。
強気な性格の少女。ランデルに好意を抱いているが、当の本人からは妹としか見られていない。「回転草の兄弟団」のリーダーとして抗争を回避すべく行動する。
かつては体が弱かったようで、ランデルに看病されている描写がある。当時流行った謎の流行病にも罹り、その薬のためにランデルはアベルと相談して自ら人身売買された。
C.J
「回転草の兄弟団」のメンバー。グランマ配下の売春宿で働く（ただし身体は売っていない）。明るく穏やかな性格な反面、早熟で色気を持っている。
外伝「パワー・スニップス（2巻・「HIDDEN TRIANGLE」）」において、アベルとアカシアの会話から「男の子」だったことが判明した。2人が団を卒業したことで最年長になった際、ウルスラとスナイプスと自身のバランスを保つために「男でも女でもない立場」になることを選択した。アベルによると、両親は「男女間のイザコザ」で亡くなったとのこと。
支店長のトッパーとロンダリオの部下・黒眼鏡が密会しているシーンに出くわしたため、命を狙われる。このことが発端となり、キャラダイン暗殺計画を防止するためにランデルは奔走することになった。
スナイプス
「回転草の兄弟団」のメンバー。ランデルの義弟。
「スナイプス（狙撃野郎）」の名前は兄弟団の仲間につけられたもので、その名の通り百発百中のパチンコを武器に用いる。服にヒットマークを付ける趣味があり、コートの裏地にはびっしりと×印が書き込まれている。C.Jに恋心めいたものを抱いている反面、それが変なことではないかと苦悩している。
また前述のC.Jのピンチを救うため（結果的には）両足を骨折する。
イダテン
「回転草の兄弟団」のメンバー。ランデルとは面識は無い。
小太りの少年だがスケボーを足に使って運送業を行っており、その名に相応しいテクニックと「0番地区最速の運び屋」の異名を持つ。普段はジェムとメロスの世話を主に焼いている。
合同会議中に起きた「抗・帝国軍」の破壊活動に際しては、アベルに雇われた伝令役として街を駆けた。
ジェム / メロス
「回転草の兄弟団」のメンバー。ランデルとは面識は無い。
まだ幼い双子の兄妹。それぞれの名を英字にすると"Gem"と"Melos"で、"m"を重ねて繋げると、Gemelos（双子の神の名）となる。

### グランマ派
グランマ（大祖母）
0番地区の4人のボスの1人。高齢の女性。正確な名前は不明で、グランマ（大祖母）と呼ばれている。
多くの娼婦や娼舘を抱えており、主な収入源は売春宿の経営であるらしい。側近も女性。売春婦たちの健康管理に気を遣ったり、幼い子供には身体を売らせないなどしているが、それは愛情から来るものではなく、長く稼ぎ頭とするため。いつもヘビを腕に絡ませ、椅子に座っている。単行本11巻のカバー折り返しには、若かりし頃の妖艶な姿が描かれている。
アカシア
元「回転草の兄弟団」。ランデルの義姉。グランマ傘下の売春宿「猫屋敷」で働く娼婦。猫耳に尻尾というコスプレをしている。普段の仕事ぶりはノリノリだが、「身内」であるランデルが（面会するために）客として尋ねてきた時にはかなり取り乱していた。
ランデルの要請を受けてグランマ派の幹部と繋ぎを取る。キャラダイン暗殺計画の終盤では、アベルと組んで店の女の子を率い、ロンダリオを拘束した。
外伝「パワー・スニップス（2巻・「HIDDEN TRIANGLE」）」によると、彼女もC.J同様に団の同期であったランデルとアベルと自分のバランスに悩んでおり、2人に対して自身の名が示す花言葉に象徴される想いを秘めていたことがつづられている。
トッパー（長帽子）
グランマ配下で売春宿の支店長。背の低い男で、名の通り長めのシルクハットを被っている。
詳しい理由は不明だが、ロンダリオの計画に協力している（人物説明では買収されたとある）。最後の作戦で直接キャラダインを狙うことになったが、ウルスラによって失敗した後はグランマの制裁を受ける。
ランデルの養父
故人。ランデルの養父だが、アベルの養父でもあるらしい。
元は町医者だったが、共和国人との混血ということで医師免許を剥奪され、その後、0番地区でグランマ傘下の売春婦達の体調管理を行う医者となる。本来なら堕胎される予定だったランデルを、上にかけあって自分が養父になることで産ませる。
穏やかな人物でランデルに人を殺さないことを約束させる。だが、それは自らが売春婦たちの「中絶手術」を受け持っていたという事実の裏返しであり、母から学んだ「蝋燭を積んだ紙の船を川に流す」という弔いを続けていた。
ランデルの母
グランマ傘下の売春宿「カデッシュ」で働く娼婦だった。ある日身籠った客の子を産みたいと申し出た末、仲間からのカンパもあってランデルを出産した。その際の仲間の交換条件が、店の女たち全員を「母さん」と呼ばせることだったが、店全体の結束が強まる切っ掛けとなりランデル曰く「奇天烈な環境ながら楽しかった」とのこと。
ボルモン派との抗争が起こり掛けた時に先走ったチンピラの放火によって亡くなった。

### ボルモン派
ボルモン
0番地区の4人のボスの1人。
暴力で儲けてきたと自負するほどに、好戦的な一派。かつてランデルの実母が亡くなる原因となった売春宿への放火はボルモン一派（の下っ端の暴走）によるもの。
アベル
ボルモンの側近で組織の帳簿係。元「回転草の兄弟団」。ランデルの義兄。
頭の回転が速く、若いながらも組織の幹部を務めボルモンの信頼を得ている。自己の能力を把握し磨いておくことが重要と考えており、そのため自分は0番地区が無くなっても（それどころか帝国が滅びて共和国領になっても）困らないという。ゆえに自分の能力の範囲を超えた望みをする者を嫌うが、逆に自分の能力を把握した上で向上心を持つ者には肯定的で、かつてランデルに字を教えている。合理主義者で非情にも見えるが、ウルスラを助けるためにランデルを売ったことを後悔しているなど、根底には兄弟想いの一面もある。
ロンダリオの計画に対し、キャラダイン暗殺防止のためランデルに協力を求められるが、むしろ好都合として断る。だが、ランデル達の作戦の水面下で暗躍し、アカシア率いる「猫屋敷」のメンバーと共にロンダリオを拘束する（「同伴コース」として娼婦たちを動員した資金はランデルの仕送りしていた金）。そして、0番地区の4人の有力者達を集め、ロンダリオに商談を持ちかける。結果としては0番地区を守る行動をとった。
ランデルを人買いに売る原因となった疫病について今も疑問を持ち、独自に研究と調査を続けた結果としてカウプラン機関にたどり着き、たまたま行き会ったオレルドと共にミュゼと面会した。
キャラダイン
ボルモン派の幹部。
かなりの女好きで、グランマ傘下の「猫屋敷」の常連。そのため、敵地であるはずのグランマ領によく訪れる。自制の無さに組織内でも厄介者扱いされたことと合わせて、ロンダリオは抗争の引き金になると目を付ける。
女好きと言ってもただ単にちやほやされるのが好きなだけでなく、自分なりの倫理観と矜持をもつ気風の良い女性が好み。

## ローデリア王国
セッティエーム・ローデリア
声 - 斎藤千和
ローデリア王国第七子の王女。9歳。
まだ年端もいかない少女ゆえに情緒的に幼い面もあるが、天才と呼ぶに相応しい頭脳明晰さで「利用できるものは何でも利用する」という厳しい考え方の持ち主。また、何でも一度見聞きしたものは決して忘れないという能力を持ち、3歳の頃には4か国語をマスターし、現在は西方諸国同盟国全ての母国語を話せる。5歳の時、ローデリア王家の風習により、兄姉達に毒を盛られて毒見役の侍女が死んでおり、その時のショックが彼女の厳しい考え方を形成したと同時に1つのトラウマとなっている。
帝国の弱味を握るために訪問するが、そこで出会ったマーチスを非常に気に入って考え方を一部改めるなど、訪問後は心境の変化があったと思われ、信頼と好意をも武器にすると侍従に宣言している。
「ローデリアの近衛兵」のシステムを作ったのは彼女であり、それを含めた多くの功績が兄姉達に毒を盛られた事件の原因の1つとなっている。
プルミエ・ローデリア
ローデリア王国第一子の王女。
父王を自らの身体で籠絡している毒婦。妙齢で艶かしい妖女。王の命令という形で自分の思うように国政を動かしており、セッティエームが兄弟の中で最大の敵と考えている長姉。合同会議に際して、国王がセッティエームを外交大使に任じたにもかかわらず、自らの躰を盾に決定を翻させ、カトリエームを外交大使とする。さらに大使となったカトリエームが国を離れている間に、第五子である義弟・サンキエームを父王と同じくその肉体の虜にしている。
カトリエーム・ローデリア
ローデリア王国第四子の王女。愛称は「カトル」。
勝気な性格の少女。自分を過大視している傾向があり、妹・セッティエームを小馬鹿にし、姉・プルミエには良いように操作されている。打算的だが、同じくらい単純で裏表のない性格で、今一つ憎めないところがある。セッティエームからは「愛くるしいアホ」と評されるが、その性格は本人の思惑から離れて味方を作っている。
第五子・サンキエームは双子の弟で、彼からはかなり慕われ、逆に頼りない彼を引っ張る姉という一面もある。
プルミエの働きかけもあって合同会議の外交大使に任命され、セッティエームを従者・通訳として扱う（実際にはセッティエームに良いように扱われており、本人だけが気付いていない）。合同会議では帝国に特許（パテント）の解放を迫る。

## 「銀の車輪」結社
レオニール・テイラー
声 - 三木眞一郎
爵位の無い貴族。「銀の車輪」のメンバー。
爵位は無いが「政財界の若獅子」と称され、ビジネス、武術、社交、どれを取っても非の打ち所の無い美男子で上流階級女性からの人気も高い。また、アリスの婚約者でもある。
自分が「勝者」であり続けることを望むが、その実あらゆる物事はおろか「自分自身にすら無関心」であり、それゆえ勝利のためにはリスクを考慮することなく行動する歪さをもつ。幼いころより有り余る才能もあったが、相手の身体に取り返しのつかない傷を付けるような勝ち方を躊躇せず行うためか自発的に関わってくれる相手がおらず、退屈した日々を送っている。
その正体は「銀の車輪」のメンバーであり、パウロ侯爵の不正の証拠である書類を“舞踏会襲撃事件”の首謀者に渡した事件の黒幕でもある。アリスとの婚約も、マルヴィン家の婿養子として拝命十三貴族に結社のシンパを作るための謀略の1つだった。アリスの次期当主の座が剥奪される可能性が大きい以上、「銀の車輪」としてはこれ以上アリスに関わるべきではないと考えているが、「自分にとって特別なものを持たない」というレオニール本人にとっては「求めていた好敵手」であり、婚約破棄までには至っていない。
普段の一人称は「私」だが、地が出ると「ボク」になり非常に小児的な一面を覗かせ、結社によって及ぼされる帝国の混乱もただ単純に面白がっている。
JACK
声 - 松本保典
「ゴロツキ」を表す名を持つ長髪の男性。「銀の車輪」のメンバー。肩書きは百輻（スポーク）。彫像のような仮面を被り、スーツを着ていることが多い。
幹部の1人であると思われるが「銀の車輪」自体、未だ全貌が明らかになってはおらず、その本名や目的などは不明。部下のグランとベルネアを連れ、結社のために暗躍する。「銀の車輪」の設立初期から関わっているらしく、現在の結社には思うところもあるらしい。「自身に何が成せるのか」をテーマとしており、他者に対しても「何ができるのか」と問いかける事がある。
アニメでは呼び名は明らかにされず、エンディングには「使者」とクレジットされていた。
グラン
「銀の車輪」のメンバー。肩書きは百輻（スポーク）。鬼面のような仮面を被り、スーツを着ていることが多い。
JACKの部下の1人で、黒い短髪の男性。爆発物(クレイモア地雷や手榴弾によく似ている)や防弾パネルといったものが詰まったかばんを携帯しており、それらをかばんごと戦闘に用いる。
JACKとその配下のメンバーの中では唯一顔が描かれている。
ベルネア
「銀の車輪」のメンバー。肩書きは百輻（スポーク）。ピエロのような仮面を被り、スーツを着ていることが多い。
JACKの部下の1人で、スーツを着た黒い長髪の女性。可変式のジャマダハルのような武器を携帯しており、その腕前はかなりのもの。
ビロゥズ
「銀の車輪」のメンバー。肩書きは百輻（スポーク）。
JACKと同程度の地位の女性。苛烈な性格で、（彼が上層部に重用されていることもあって）慎重なJACKのことを腰抜けと呼ぶ。合同会議の裏で進められている「銀の車輪」の計画を主導しており、その一環として「抗・帝国軍（アンチ・アレス）」にも関わっている。
他者のコンプレックスを刺激し、誘導する才覚に優れる。これによって「抗・帝国軍」を統制・操作する手腕を発揮するが、一方で「ただそれだけ」とも評される。

### 協力者
コルトゥ博士
声 - 梅津秀行
「銀の車輪」の協力者。
帝国工房の元技術者で、戦車黎明期に携わり「戦車の父」と呼ばれる男。多くの技術者と同じくカウプランに悩まされた1人で、そのコンプレックスを払拭するために「結社」に協力する。
戦車の真の開発者はカウプランにもかかわらず、平民に栄誉を与えたくない帝国工房の面子から「戦車の父」にされ、そのギャップに苦しむ。カウプランの技術を再現、進化させる一方で、カウプランの革新技術は本来の技術進化に歪みをもたらし、我々の最新技術に対する認識を誤らせている、という他者とは違う独自の考えを持つ。実は「ドア・ノッカー」の開発者であり、運用上の制限から自身が捨てたものをカウプランが取り入れたことを後に知り、取り乱している（これが後述のJACKを裏切りビロゥズに与した理由でもある）。
初登場はウォルキンス事件の直後で、第3課の訪問の受け、戦車のプロとしてウォルキンスの新型戦車について尋ねられる。そのため、新型戦車が情報部に回収されたことを知り、「銀の車輪」に連絡、戦車の破壊にかかわる（後に、この新型戦車はコルトゥが設計したものだったと明かされる）。
合同会議編で再度登場し、会議の裏で行われる「銀の車輪」の計画にかかわる。当初の計画では技術者達を扇動して、結社の人員として取り込む結社の計画と前後して、自身もJACKの手引きで国外に脱出するというものであったが、ビロゥズに唆されてJACKを裏切り、合同会議上でカウプランに関する演説を行い、テロに晒されたことに便乗してパテントに縛られない「真の技術交換会」を開催、ビロゥズの勧誘を拒んだ者たちに最後の講演「技術における正義」を行い、JACKに銃殺される形で死亡した。
アニメでは第11話にて新聞記者のドルトン（アニメのみに登場。声 - 千葉一伸）から「ドア・ノッカーを携帯した男が軍にいる」と聞き、次第をミュゼに質問した直後に自宅の火事で死亡する。
ホースト侯爵
声 - 中博史
「銀の車輪」の協力者。“舞踏会襲撃事件”を経て経済管理庁長官に就任し、「銀の車輪」に帝国経済に関する機密情報を流している。
“舞踏会襲撃事件”でレオニールの立てた筋書きに沿って、襲撃者たちを庇い、国民の支持を得る。そして直後に辞職したパウロ侯爵に代わって経済管理庁長官に就任する。一見穏やかでやさしそうな人物であるが、その本性は大の好色家であり、執務室では何人もの女を侍らせ、日々享楽に耽っている。
ガーシム大佐
陸軍第1戦車連隊長。ホーストのチェス仲間で陸軍の重鎮。戦車の運用に関しては並ぶ者のない人物だが、対等に戦う相手を求めて「抗・帝国軍」に協力。部下であるラインバッハ兄弟の中隊を切り捨てた。

## その他の「人災」および事件関係者
1エピソードにしか登場しなかった者についてここで挙げる。
ヴォルマルフ
声 - 松本大
野盗団「灰色の狼（グラオ・ヴォルフ）」のリーダー。元903CTTの隊長（中尉）。
「903CTT」の軍隊崩れである野盗「灰色の狼」を率いてダムを根城に近隣の村からたびたび物資などを奪っていた。本名や階級で呼ばれることを好まず、「狼（ヴォルフ）」と呼ばせる。
最期はランデルにドア・ノッカーで胸を撃たれて戦車と共にダムから転落する。悪役ながら「不可視の9番」として戦争の悲哀をその身に背負っていた。
ウォルキンス
声 - 谷山紀章
領地持ちの貴族。子爵。
享楽的かつ尊大、思慮に欠ける青年田舎領主。「狩猟は貴族の嗜み」と称して、側近とともに高性能戦車を用いて領民を標的にするという非人道的な行為に耽っていたが、嘆願書で派遣された陸情3課によって排除される。この時の精神的ショックにより、拘束後は精神を病んで軍病院に収容された。
戦車が未だ帝国内でも研究中の最新式だったことなどから「銀の車輪」とも関わりがあったらしく、最期は口封じのために病院内で殺害された。また、情報部に回収された戦車も破壊されている。
ユーゼフ
ベルタ砦守備隊の司令官。
優秀な軍人であったが、それゆえ停戦を受け入れることができず、部下とともに「軍属の最期は戦死たるべき」という信念に取り憑かれていた。そして、戦後の混乱期に誤って納入された大量の予備弾薬を使って近隣の村人を強制的に軍事訓練に参加させ、最終的にその訓練した村人と本物の戦争を行うことで、上手く行けば戦死しようと考えていた。しかし、陸情3課によって拘束され、アリスにより軍人の本分を思い出す。
アリスに対してランデルは「こちら側の人間」であり、いつかアリスの知らないどこかで「戦死」すると忠告した。
リドリー
ベルタ砦に配備されていた戦車の車長の女性将校。部下のエドガー曹長（砲手）、マキス軍曹（副砲手）、ゴドー兵長（装填手）、ロッテル上等兵（操縦手）の4名と戦車で近隣の村に砲撃を行うが、ランデルと戦い敗北。部下全員の「戦死」を見届けて自分たちに戦場をもたらしてくれたランデルに感謝しつつ戦車ごと自爆した。

### 水道局事件
アルバート・ミヨン
声 - 麻生智久
民営水道局ミヨン社の局長（社長）。「銀の車輪」の協力者。
表向きは軍に多大な寄付を行っている好人物だが、実態は管轄の地下水道に住み始めた難民に麻薬を売りつけていた悪人であった。また、職も学も無いチンピラをあえて雇うことで恩を着せて汚い仕事を行わせ、さらに給料のピンハネも行っていた。
「銀の車輪」から麻薬や最新式銃の提供を受け、代わりに麻薬購入者の情報書類を渡していた。本人は結社の重要な役割を担っていると思い込んでいたが、「銀の車輪」にとっては単なる駒の1つにしか見られていなかった。陸情1課突入時、1課に入り込んでいた「銀の車輪」のメンバーによって誤射を装って射殺される。
ハンス
声 - 間島淳司
ミヨン社長の部下。元908HTTの隊員。19歳前後。
「銀の車輪」からミヨンの下へ派遣される。908HTTの装備である重く頑丈な防弾耐火服を常に着ている。耐火服の中に満たされた「保護液」によって温度感覚を持たないが、停戦時に仲間が全員死亡したことに端を発する孤独感を「寒い」と認識している。その感覚を払拭するため、火炎放射器で人を焼き殺し、炎の中に仲間の幻影を見ることを好む。
ランデルと最初に対峙した時、同じ「不可視の9番」として彼を見逃す。その後ランデルも同じ「不可視の9番」として彼を助けようとしたが、ランデルのことを「仲間」だと感じとった直後、強襲してきた陸情1課から徹甲弾の一斉射撃を受け死亡。その体は炎の熱に蝕まれ、既に皮膚を失っていた。

### 舞踏会襲撃事件
パウロ
声 - 茶風林
経済管理庁長官。侯爵。
自らの立場を利用して巨額の横領事件を起こしていたが、それが「銀の車輪」に付け入れられる隙を与えることとなり、“舞踏会襲撃事件”へと発展する。
いかにも傲慢な、ある意味貴族らしい性格。襲撃事件が起こってもなお自身の罪の意識は皆無だったが、アリスの真の貴族としてのあり方を見て間違いを自覚し、事件解決後には自首した。

### カルッセル編
アーヴィー
カルッセル独立国境警備隊隊長。
代々カルッセルを治める名家の生まれ。先代である父アーヴィー子爵は名主だったが、先の戦争にて共和国軍を前に戦死。戦中に軌道装甲列車の整備員を務め、戦後は爵位は継がず、独立国境警備隊隊長となる。
停戦時に、兵器局のスキャンダルを利用して現在の地位に就任および、帝国からの軌道装甲列車の譲渡を受け、これらを利用して、事実上カルッセルを帝国より隔離して完全支配下に置く。その後、配下の警備隊と共に街で横暴な振る舞いを行なっていた。カルッセル編終盤で、マイルに後述の欠点を指摘されたために逆上してマイルを殺した後、自暴自棄となって街を彷徨い、危うく装甲列車の下敷きになるところをアリスに救出される。以後は身柄を拘束された模様。
自分のことを支配者の器と言っているがその為に必要とされる知識も能力も持たない小物に過ぎず、ブランドンに操られている自覚も無い。アリスがそれ（小物であること）を指摘した時の周りの反応から、周囲の人間は気づいているようである。本人も少なからずその自覚があるようで、自分を小物呼ばわりされることを嫌い、とりわけ父と比べられることを極端に嫌う。
ブランドン
帝国陸軍情報部第2課所属の中尉。
フランシア伍長と共にカルッセルに潜伏し諜報活動を行う任務を受ける。その後、カルッセルの現状を知り、支配者のアーヴィーに近づくことでカルッセルを影で操る黒幕となる。また、これに気付いたフランシアを疑心暗鬼から殺害する。
面子にこだわる保守的で虚栄に頼る帝国の現状に嫌気が差し、逆に手段を選ばず進歩を続けている共和国に憧れ、亡命を企てる。そのための条件として出された「共和国への人身売買」を、カルッセルを利用して行っていた。形式的にアーヴィーに従っているが内心では馬鹿にし、逆に自分の都合のいいように利用している。また、感情で動く人間を叩き潰さずにはいられない性分を持ち、その為には損益を度外視した行動すら行う。
いよいよ念願の亡命というタイミングで現われたヴィッターにミスと欠点を指摘され、結果的に亡命は失敗。挙句に亡命の協力者であった犯罪組織「嘴（クリウーフ）」からも撃たれて重傷を負い、ヴィッターに拘束される。その後、装甲列車を破壊したランデルを見て信じていなかった「不可視の9番」の実在を知り、その上で帝国は滅びると示唆した。
マイル
カルッセル区長。
形式上はカルッセルの長だが、臆病な性格で実態はアーヴィーの言いなり。アリスに接して町を救う決心をし、機転を利かせて陸軍本部に助けを求める。その後、全ての罪を被った上で、わざとアーヴィーを刺激して殺されるという自殺同然の最期を遂げる。
かつてはアーヴィー子爵家に仕え、幼いアーヴィーの面倒も見ていた人物で、戦場へ向かう子爵に息子のことを頼むと言われた後見人に近い存在でもあった。それもあって、死の直前まで暴虐の限りを尽くすアーヴィーを諌めることができずにいた。
アリスは民の上に立つという責任論から「行政の長としては無能だった」と断じるが、住民たちからはとても慕われており、彼の最後の録音音声が町の復興の鍵となる。
フラウス・フランシア
帝国陸軍情報部第2課所属の伍長。
帝国兵だった父親が恩赦を受けて釈放された共和国兵に殺されており、その関係からの宣伝目的もあって情報部に配属された。
以前にヴィッター少尉と共に夫婦（に身元を擬装）として共和国に潜入した。その際にヴィッターから「本当の結婚」を申し込まれるが拒絶。これがヴィッターについて噂された「女性問題」である。
帝国への帰還後、ブランドンの補佐としてカルッセルに赴任したが、人身売買に上司であるブランドン自身が関わっている事に気づくが2課員としての規則を優先。愛犬であるティラミスを解き放ち、その保護を頼む手紙をヴィッターに送った後、アーヴィーたち警備隊の拷問を受けて死亡した。
ティラミスの首輪にはヴィッターへのメッセージが遺されていたが、その意味に関しては当事者のみの問題である。

### 合同会議編
ノーム・N（ネロ）・ブラムレット
N（芸術）の称号を持つ拝命十三貴族の1人。
複数いるNを持つ拝命十三貴族の中で「建築芸術」を専門とする。合同会議場「言語の塔」の設計及び工事責任者だったが後述の理由で「抗・帝国軍」に協力し、「偽英落馬（パエトーン）」のために塔内に抜け道を作り出す。
同性愛者であり、自身を理解してくれる者に出会えず悩んでいた。ビロゥズが送り込んだ「抗・帝国軍」の少年と出会い自身が望んでいた者として恋に落ち彼に協力する。「偽英落馬」の開始と前後して恋人と共に服毒自殺する。

#### 抗・帝国軍（アンチ・アレス）
ジュバ（蠍の頭）大隊長
「抗・帝国軍」の指揮官。元カルッセル装甲列車大隊の大隊長。
カルッセル編の大本の元凶。戦果を第一とする男で、大破した装甲列車を（面子にこだわる帝国としては大問題となる）共和国軍から鹵獲した兵器で修復するよう指示する。戦後に兵器局のスキャンダルをもみ消すために、アーヴィーに装甲列車を払い下げ、後のカルッセル支配を作り出す遠因となった。
カルッセル事件の後、詳しい経緯は不明だが、自身の立場的には「極刑」しか残されておらず、最後に一花咲かせようと装甲列車の技術顧問と共に「銀の車輪」及びビロゥズに与し、「抗・帝国軍」の指揮官となる。作戦の締めとして陸上戦艦「蠍の王冠」で出撃する。
アルニアト（心臓の守護者）
「抗・帝国軍」のメンバーで技術部である「蠍の心臓」の責任者。坊主頭と黒目の無い瞳が特徴的な人物。元カルッセル装甲列車大隊の技術顧問。
ジュバと共に「抗・帝国軍」に参加し、高々機動装甲戦闘車「グラフィアス（蠍の類型）」の組み立てと調整を行う。
レサト（蠍の剣）9001
「抗・帝国軍」のメンバーで剣隊長と呼ばれている女性。他のメンバーと同様に普段は包帯で顔を多い隠している。その地位の通り剣術に秀で、残忍な性向のメンバーが多い「抗・帝国軍」にあって冷静な性格。丘陵地である旧ペリオンに伝わる「草薙ぎの剣」と呼ばれる技で不整地において圧倒的な安定性を誇る。
かつて帝国に滅ぼされた小国・ペリオンの王族の末裔と聞かされて育ち、ペリオンの秘薬などに精通する。末裔の話は、幼少の自分を育てたヘレンの妄想である可能性を自覚しつつも、否定し難い帝国への劣等感をビロゥズに刺激され、「抗・帝国軍」へ入る。放送に割り込んできたアリスを殺害せんと一隊を率いて移動中のアリスと遭遇。「蠍の王冠」による砲撃に巻き込もうと自滅覚悟の秘薬を使って足止めするが、儀式によるリンチで死んだ男に安楽死の秘薬を使ったことが帝国側の捜査が始まるきっかけだったと知らされ、「正義を信じたこと」を仲間に謝りながらも義母と同じ死にざまに満足して逝った。
サルガス（蠍の尾）9001
「抗・帝国軍」のメンバーで銃隊長。合同会議本会議場を占拠し、指揮所を設置。表向きのリーダー役を演じる。射撃の腕が高く、遠く離れた飛行船のライトを銃撃する。
帝国軍反撃の布石たる飛行船部隊を牽制するため、ビロゥズの持ち込んでいた901ATT由来の試作兵器『対戦車ライフル』で砲撃を行う。艦橋内にいた操舵長を射殺し、航空部隊を撤退に追い込んだ。しかし強度不足な上、既に数回使用されていた銃は4発目で暴発し、死亡。
シャウラ（蠍の毒）9001
「抗・帝国軍」のメンバーで通信工作隊長。地下大水道から電信回線を監視し、西方諸国全土に繋がった所で乗っ取る。幼いころのイジメで右眼に障害を負うが、就職の際にはイジメた本人から（まったくの悪意もなく本心からの）謝罪されたことで有耶無耶にされていた。アリスや割り込んできたランデルとの会話の後、突入してきた「第1の大剣」との戦闘で死亡。本人曰く「ようやく罪と罰の帳尻が合った」と感じた死に顔は安らかなものだった。

## 共和国
コーシカ
外伝「パワースニップス」に登場。フロスト共和国軍情報部員。この名はコードネームで共和国語で「猫」。諜報員としては少々腰が軽く、うわついた処がある。同僚にだまされて読んだ教本の影響で、かなり訛りのある西方共通語を使う。
「嘴（クリウーフ）」調査のために入国したヴィッターに接触してきたが、チンピラに攫われたスヌークの救出作戦に協力する。救出の直後、近辺で監視していた「嘴」の女に銃撃を受け負傷する（皮肉にも、銃撃に使われたのはカルッセルでヴィッターが落とした制音拳銃だった）。
リサー / ガルデーニャ
外伝「パワースニップス」に登場。フロスト共和国軍情報部員。この名はコードネームで共和国語で「狐」。コーシカの同僚でよくひっかけ問題を仕掛ける。
ヴィッターを利用して発展途上である共和国情報部の底上げを狙っている。ヴィッターの得た情報によると施設育ちの孤児。現在は1児の母で、スヌークと同じ年頃の娘がいる。
スヌーク
フロスト共和国の国境沿いの街に暮らす孤児。名前は共和国語で「雪」と言う意味だが、帝国人との混血で街の人間には「灰（スェーリィー）」という忌み名で呼ばれていた。「嘴」に参入しようとしているチンピラに攫われるがヴィッターとコーシカに救出された。しかるべき施設に入れるように手配されたが、それを断ってヴィッターと同行する。
迫害され続けてきた過去ゆえ基本的に表情に乏しく口数も少ないが、心を開いた相手には割と素直で、時に鋭い指摘もする。
その姿は本編でも度々カットインしていたが、外伝「パワースニップス」に登場して名前も明らかになった。
サプサン、ミトヴェーチ、アフツアー、チーグル、クローリク
外伝「パワースニップス」に登場。フロスト共和国軍情報部員。それぞれの名はコードネームで共和国語で「隼、熊、羊、虎、兎」。短剣術・爆弾・潜入・ハニートラップなど、各々が一芸に秀でるが性格的に少なからぬ問題を抱えていた面々。ヴィッターと組んだ任務で一皮むけるが、逆にヴィッターに惚れてしまう。

## その他の人物
ロゼッタ
声 - 村井かずさ
ランデルがよく入院する病院の看護婦。度々病室を抜け出すランデルを「不良患者」と呼んで目を付けており、注意・叱責している。
とある理由によりランデル自身がトイレで直接行わなければ採尿出来ないため、本来のやり方である病室での採尿に拘って暴走の一途を辿っており、ランデルからは少々苦手意識を持たれている。ただし患者のことを第一に思う気持ちは強く、ランデルへのちょっかいは自身を労わらない彼への医療に携わる者としての憤りの表れであるらしい。
合同会議中に起きた「抗・帝国軍」の破壊活動に際しては、非番を返上して職場に駆けつけて救護活動・野戦治療に参加した。「抗・帝国軍」の銃撃を受けて重傷を負う。
ロンダリオ
事業家。
徹底的な合理主義者で、また、様々な名目を元に政府（軍）に圧迫されてきた過去から、極めてリアリストな視点と言動を持ち、面子や建前と言った「実の無い事柄」を嫌う。ゆえに3課を嫌いアリスとは反目するが、それ以上に「実の無い貴族（そう言った貴族にはまったく敬意をはらわないため）」にも嫌われている。
面子や建前を嫌うがゆえに真剣に向き合うということを重要視している。そのため、部下想いではないが、部下個々の能力や状態を見極め、それぞれが最大限の能力を発揮できるよう務めるため、配下からは信頼されている。政府と国民の関係においても政府は曖昧な目的ではなく、明確な方針を示し、国民はそれを吟味して評価すべきだという考えを持つ（政府と国民が互いに真剣に向き合う）。そのため、アリスや3課を曖昧な存在の象徴と見なして嫌悪した。
愛国心とは違うが、今後の世界情勢を睨んだ上で強い帝国を望み、西方諸国同盟会議を前に矛盾の象徴である0番地区の駆逐を画策する。結果として、それらはアリス、ランデルの加わった「回転草の兄弟団」やアベルらの暗躍によって失敗する。その後、主要4派の前に引き出され、アベルに0番地区を倉庫として使う商談を持ちかけられると政府を出し抜くという面もあり、これを承諾。一転して0番地区とは協力関係を築いた（ただし、あくまでビジネスパートナーであって、契約が切れればまた手を打つと述べている）。
アリス（および3課）に対する評価も、彼女が真剣な質問には真剣に答えると向き合ったことから改めたようで、事件後は3課を通して軍に多額の寄付を行っている。
合同会議中に起きた「抗・帝国軍」の破壊活動に際しては、アベルと共に自ら儀典局に乗り込み、「0番地区の住民を援軍として雇う」と言う策を持ちかける。国家を人体に例えて「経済とは血液（金）が滞ることなく四肢末端まで巡っている事だ」と力説し、瓦礫と化した街に日常を取り戻せる仕事を用意してやると豪語した。
バーニー・スプリューウェル
帝都の新聞記者。ジャーナリストの使命に燃える男で、帝国の今後に対する洞察など、記者としての能力は高い。少年時代、警察官だった父親を誇りに思い、高い正義感を持つが、あることで正義を司る父でさえ都合の悪いことは無視する普通の大人に過ぎないと悟り記者を志す。
合同会議においてマーウィンに情報部の膿を出したいと唆され、ランデルを張り込む。ランデルが「抗・帝国軍」のメンバーを惨殺する現場に遭遇して殺戮者として糾弾しようとするも、ミュゼからランデルの過去を聞かされ一転、ランデルの擁護に回ろうとする。だが、同時にミュゼから「小説の主人公にでもなったつもりか」と問われ、ペンで何でもできると思っていた自身の無力を自覚させられるが、アリスとランデルの会話から「記者としての正義」を一生かけて追い求めていく覚悟を決める。
ランデルの元上官
ランデルの901ATT時代の上官。ランデルの回想に登場し、その時は少尉の階級章を身に付けている。優秀だがかなり厭世的な人物で、ランデルに（ATTの任務やランデルの父親との約束について）様々な心理学的解説をしていた。
回想シーンを含めて後ろ姿や顔が「見切れた描写」のみであり、現在の消息は不明、存命しているかも不明である。
バートン
マゼンタル国の下級外交官。
合同会議において3課が主催する戦災シンポジウムを聴講し、他の国と同様に茶番だと見なすが、アリスの真摯な返答や偶然聞いた「正義の所在」を受けて考えを改める。しかし、他国に働きかけることは難しい現実を改めて伝える。
「抗・帝国軍」による「偽英落馬」発生時、アリスと行動を共にする。人質を減らすために不名誉な先陣を切ったアリスに対し、プライドから逃げようとしない人質達を弁舌によって煽り、彼女の行動を成功に導く。そこでアリスの正義の考えを聞くに及んで彼女の行動を危ぶみ、上司であるハンクスに彼女を彼女自身の正義から守ることを嘆願する。
シュルツ
声 - 森訓久
アニメのみに登場した、アリスに想いを寄せる貴族の青年。初登場は第7話で、以後複数回登場する。悪い人物ではないが、とにかくマイペースで他人の話をあまり聞かない。